# عزلة مقنع الأعلى (إب)

تعديل مصدري - تعديل

عزلة مقنع الأعلى هي إحدى عزل مديرية النادرة في محافظة إب اليمنية ويبلغ تعداد سكانها 7064 نسمة حسب التعداد السكاني في اليمن لعام 2004.

## روابط خارجية
- الجهاز المركزي للإحصاء بالجمهورية اليمنية
- المركز الوطني للمعلومات باليمن
- الدليل الشامل